# 2. Bundesliga 2021-22
La temporada 2021-22 de la 2. Bundesliga correspondió a la 48.ª edición de la Segunda División de Alemania. La fase regular comenzó a disputarse el 23 de julio de 2021 y terminó el 15 de mayo de 2022.

## Sistema de competición
Participaron en la 2. Bundesliga 18 clubes que, siguiendo un calendario establecido por sorteo, se enfrentaron entre sí en dos partidos, uno en terreno propio y otro en campo contrario. El ganador de cada partido obtuvo tres puntos, el empate otorgó un punto y la derrota, cero puntos.
El torneo se disputó entre los meses de mayo de 2021 y mayo de 2022. Al término de la temporada, los dos primeros clasificados ascendieron a la 1. Bundesliga, y el tercer clasificado disputó su ascenso con el antepenúltimo clasificado de la 1. Bundesliga. Los dos últimos descendieron a la 3. Liga y el antepenúltimo clasificado disputó su permanencia con el tercer clasificado de la 3. Liga.

## Relevo anual de clubes
| Pos  | Descendidos de la 1. Bundesliga |
| ---- | ------------------------------- |
| 17.° | Werder Bremen                   |
| 18.° | Schalke 04                      |

| Pos | Ascendidos de la 2. Bundesliga |
| --- | ------------------------------ |
| 1.° | Bochum                         |
| 2.° | Greuther Fürth                 |

| Pos  | Descendidos de la 2. Bundesliga |
| ---- | ------------------------------- |
| 16.° | Osnabrück                       |
| 17.° | Eintracht Brunswick             |
| 18.° | Wurzburgo Kickers               |

| Pos | Ascendidos de la 3. Liga |
| --- | ------------------------ |
| 1.° | Dinamo Dresde            |
| 2.° | Hansa Rostock            |
| 3.° | Ingolstadt 04            |

## Clubes participantes
| Club               | Ciudad                  | Estadio                        | Aforo  |
| ------------------ | ----------------------- | ------------------------------ | ------ |
| SV Darmstadt 98    | Darmstadt               | Merck-Stadion am Böllenfalltor | 16 500 |
| Dinamo Dresde      | Dresde                  | Rudolf-Harbig-Stadion          | 32 066 |
| Hannover 96        | Hannover                | HDI-Arena                      | 49 000 |
| FC Hansa Rostock   | Rostock                 | Ostseestadion                  | 29 000 |
| FC Heidenheim      | Heidenheim an der Brenz | Voith-Arena                    | 15 000 |
| Fortuna Düsseldorf | Düsseldorf              | Merkur Spiel-Arena             | 54 600 |
| Holstein Kiel      | Kiel                    | Holstein-Stadion               | 11 522 |
| Jahn Ratisbona     | Ratisbona               | Jahnstadion Regensburg         | 15 224 |
| FC Núremberg       | Núremberg               | Max-Morlock-Stadion            | 46 780 |
| Karlsruher SC      | Karlsruhe               | Wildparkstadion                | 32 306 |
| SC Paderborn 07    | Paderborn               | Benteler-Arena                 | 15 000 |
| Hamburgo SV        | Hamburgo                | Volksparkstadion               | 57 000 |
| FC Ingolstadt 04   | Ingolstadt              | Audi Sportpark                 | 15 445 |
| SV Sandhausen      | Sandhausen              | BWT-Stadion am Hardtwald       | 12 100 |
| FC San Pauli       | Hamburgo                | Millerntor-Stadion             | 29 546 |
| FC Erzgebirge Aue  | Aue-Bad Schlema         | Sparkassen-Erzgebirgsstadion   | 16 000 |
| FC Schalke 04      | Gelsenkirchen           | Veltins-Arena                  | 69 271 |
| Werder Bremen      | Bremen                  | Wohninvest Weserstadion        | 42 100 |

### Equipos por estados federados
| Región                      | N.º | Equipos                                       |
| --------------------------- | --- | --------------------------------------------- |
| Renania del Norte-Westfalia | 3   | Fortuna Düsseldorf, Schalke 04 y Paderborn 07 |
| Baden-Württemberg           | 3   | Heidenheim, Sandhausen y Karlsruher           |
| Baviera                     | 3   | Ingolstadt 04, Núremberg y Jahn Ratisbona     |
| Hamburgo                    | 2   | San Pauli y Hamburgo SV                       |
| Sajonia                     | 2   | Dinamo Dresde y Erzgebirge Aue                |
| Baja Sajonia                | 1   | Hannover 96                                   |
| Bremen                      | 1   | Werder Bremen                                 |
| Hesse                       | 1   | Darmstadt 98                                  |
| Schleswig-Holstein          | 1   | Holstein Kiel                                 |
| Mecklemburgo-Pomerania      | 1   | Hansa Rostock                                 |

## Clasificación
| Pos. | Equipo             | Pts. | PJ | G  | E  | P  | GF | GC | Dif. | Clasificación 2022-23                 |
| ---- | ------------------ | ---- | -- | -- | -- | -- | -- | -- | ---- | ------------------------------------- |
| 1    | Schalke 04 (C)     | 65   | 34 | 20 | 5  | 9  | 72 | 44 | +28  | Asciende a 1. Bundesliga.             |
| 2    | Werder Bremen      | 63   | 34 | 18 | 9  | 7  | 65 | 43 | +22  | Asciende a 1. Bundesliga.             |
| 3    | Hamburgo           | 60   | 34 | 16 | 12 | 6  | 67 | 35 | +32  | Promoción de ascenso a 1. Bundesliga. |
| 4    | Darmstadt 98       | 60   | 34 | 18 | 6  | 10 | 71 | 46 | +25  |                                       |
| 5    | San Pauli          | 57   | 34 | 16 | 9  | 9  | 61 | 46 | +15  |                                       |
| 6    | Heidenheim         | 52   | 34 | 15 | 7  | 12 | 43 | 45 | −2   |                                       |
| 7    | Paderborn 07       | 51   | 34 | 13 | 12 | 9  | 56 | 44 | +12  |                                       |
| 8    | Núremberg          | 51   | 34 | 14 | 9  | 11 | 49 | 49 | 0    |                                       |
| 9    | Holstein Kiel      | 45   | 34 | 12 | 9  | 13 | 46 | 54 | −8   |                                       |
| 10   | Fortuna Düsseldorf | 44   | 34 | 11 | 11 | 12 | 45 | 42 | +3   |                                       |
| 11   | Hannover 96        | 42   | 34 | 11 | 9  | 14 | 35 | 49 | −14  |                                       |
| 12   | Karlsruher         | 41   | 34 | 9  | 14 | 11 | 54 | 55 | −1   |                                       |
| 13   | Hansa Rostock      | 41   | 34 | 10 | 11 | 13 | 41 | 52 | −11  |                                       |
| 14   | Sandhausen         | 41   | 34 | 10 | 11 | 13 | 42 | 54 | −12  |                                       |
| 15   | Jahn Ratisbona     | 40   | 34 | 10 | 10 | 14 | 50 | 51 | −1   |                                       |
| 16   | Dinamo Dresde (D)  | 32   | 34 | 7  | 11 | 16 | 33 | 46 | −13  | Promoción de descenso a 3. Liga.      |
| 17   | Erzgebirge Aue (D) | 26   | 34 | 6  | 8  | 20 | 32 | 72 | −40  | Desciende a 3. Liga.                  |
| 18   | Ingolstadt 04 (D)  | 21   | 34 | 4  | 9  | 21 | 30 | 65 | −35  | Desciende a 3. Liga.                  |

 Fuente: Soccerway
Criterios de clasificación: 1) Puntos; 2) Diferencia de goles; 3) Goles marcados

## Evolución de las posiciones
- Actualizado el 15 de mayo de 2022.

| Jornada / Equipo | 1  | 2  | 3  | 4  | 5  | 6  | 7  | 8  | 9  | 10 | 11 | 12 | 13 | 14 | 15 | 16 | 17 | 18 | 19 | 20 | 21 | 22 | 23 | 24 | 25 | 26 | 27 | 28 | 29 | 30 | 31 | 32 | 33 | 34 |
| Jornada / Equipo |    |    |    |    |    |    |    |    |    |    |    |    |    |    |    |    |    |    |    |    |    |    |    |    |    |    |    |    |    |    |    |    |    |    |
| ---------------- | -- | -- | -- | -- | -- | -- | -- | -- | -- | -- | -- | -- | -- | -- | -- | -- | -- | -- | -- | -- | -- | -- | -- | -- | -- | -- | -- | -- | -- | -- | -- | -- | -- | -- |
| Schalke 04       | 14 | 10 | 10 | 13 | 9  | 7  | 11 | 8  | 4  | 3  | 3  | 3  | 5  | 7  | 6  | 8  | 4  | 4  | 6  | 4  | 5  | 5  | 5  | 5  | 6  | 5  | 4  | 4  | 1  | 1  | 2  | 1  | 1  | 1  |
| Werder Bremen    | 8  | 6  | 11 | 9  | 7  | 3  | 8  | 11 | 8  | 10 | 10 | 10 | 8  | 9  | 10 | 9  | 9  | 7  | 4  | 3  | 3  | 2  | 1  | 1  | 1  | 3  | 2  | 1  | 2  | 2  | 1  | 3  | 2  | 2  |
| Hamburgo         | 4  | 5  | 8  | 7  | 10 | 9  | 6  | 7  | 7  | 8  | 6  | 7  | 7  | 6  | 5  | 7  | 3  | 3  | 5  | 5  | 4  | 3  | 2  | 4  | 5  | 7  | 6  | 7  | 6  | 6  | 5  | 4  | 3  | 3  |
| Darmstadt 98     | 15 | 17 | 12 | 10 | 8  | 11 | 9  | 12 | 9  | 6  | 7  | 6  | 4  | 1  | 2  | 2  | 2  | 2  | 2  | 1  | 1  | 4  | 3  | 2  | 2  | 1  | 3  | 2  | 4  | 4  | 3  | 2  | 4  | 4  |
| San Pauli        | 2  | 4  | 4  | 5  | 4  | 5  | 3  | 2  | 1  | 1  | 1  | 1  | 1  | 2  | 1  | 1  | 1  | 1  | 1  | 2  | 2  | 1  | 4  | 3  | 3  | 2  | 1  | 3  | 3  | 3  | 4  | 5  | 5  | 5  |
| Heidenheim       | 10 | 7  | 7  | 8  | 11 | 10 | 7  | 3  | 6  | 9  | 11 | 8  | 9  | 8  | 8  | 6  | 8  | 6  | 3  | 6  | 6  | 6  | 6  | 7  | 7  | 6  | 7  | 6  | 7  | 7  | 8  | 8  | 8  | 6  |
| Paderborn 07     | 11 | 11 | 5  | 3  | 2  | 2  | 1  | 4  | 3  | 4  | 5  | 4  | 3  | 3  | 4  | 4  | 6  | 9  | 8  | 9  | 8  | 8  | 8  | 8  | 8  | 8  | 8  | 8  | 8  | 8  | 7  | 7  | 6  | 7  |
| Núremberg        | 12 | 12 | 6  | 6  | 5  | 6  | 4  | 5  | 5  | 5  | 4  | 5  | 6  | 5  | 7  | 5  | 7  | 5  | 9  | 7  | 7  | 7  | 7  | 6  | 4  | 4  | 5  | 5  | 5  | 5  | 6  | 6  | 7  | 8  |
| Holstein Kiel    | 18 | 18 | 18 | 18 | 15 | 15 | 15 | 14 | 15 | 15 | 15 | 16 | 13 | 16 | 12 | 14 | 15 | 12 | 13 | 11 | 10 | 10 | 11 | 11 | 11 | 13 | 12 | 12 | 11 | 11 | 12 | 9  | 9  | 9  |
| Düsseldorf       | 5  | 8  | 14 | 11 | 12 | 12 | 13 | 10 | 12 | 12 | 9  | 11 | 12 | 12 | 13 | 11 | 12 | 13 | 14 | 15 | 15 | 16 | 13 | 13 | 13 | 11 | 13 | 13 | 13 | 13 | 13 | 10 | 10 | 10 |
| Hannover 96      | 7  | 14 | 15 | 15 | 17 | 14 | 12 | 13 | 13 | 14 | 14 | 14 | 15 | 15 | 16 | 15 | 13 | 15 | 12 | 13 | 14 | 13 | 12 | 12 | 12 | 14 | 14 | 14 | 14 | 14 | 15 | 14 | 14 | 11 |
| Karlsruher       | 3  | 1  | 3  | 4  | 6  | 8  | 5  | 9  | 10 | 7  | 8  | 9  | 10 | 10 | 9  | 10 | 10 | 10 | 10 | 10 | 11 | 11 | 9  | 9  | 9  | 9  | 9  | 9  | 9  | 10 | 9  | 12 | 11 | 12 |
| Hansa Rostock    | 13 | 9  | 9  | 12 | 13 | 13 | 14 | 15 | 14 | 13 | 13 | 12 | 11 | 11 | 11 | 13 | 14 | 14 | 15 | 14 | 12 | 14 | 15 | 16 | 15 | 12 | 11 | 11 | 12 | 12 | 11 | 13 | 12 | 13 |
| Sandhausen       | 16 | 16 | 16 | 14 | 14 | 16 | 16 | 16 | 16 | 16 | 16 | 15 | 16 | 17 | 17 | 17 | 17 | 16 | 16 | 16 | 16 | 15 | 16 | 15 | 14 | 15 | 15 | 15 | 15 | 15 | 14 | 15 | 15 | 14 |
| Ratisbona        | 6  | 2  | 1  | 1  | 1  | 1  | 2  | 1  | 2  | 2  | 2  | 2  | 2  | 4  | 3  | 3  | 5  | 8  | 7  | 8  | 9  | 9  | 10 | 10 | 10 | 10 | 10 | 10 | 10 | 9  | 10 | 11 | 13 | 15 |
| Dinamo Dresde    | 1  | 3  | 2  | 2  | 3  | 4  | 10 | 6  | 11 | 11 | 12 | 13 | 14 | 13 | 14 | 12 | 11 | 11 | 11 | 12 | 13 | 12 | 14 | 14 | 16 | 16 | 16 | 16 | 16 | 16 | 16 | 16 | 16 | 16 |
| Erzgebirge Aue   | 8  | 13 | 13 | 16 | 18 | 18 | 18 | 18 | 17 | 18 | 17 | 17 | 17 | 14 | 15 | 16 | 16 | 17 | 17 | 17 | 17 | 17 | 18 | 17 | 17 | 17 | 17 | 17 | 18 | 17 | 17 | 17 | 17 | 17 |
| Ingolstadt 04    | 17 | 15 | 17 | 17 | 16 | 17 | 17 | 17 | 18 | 17 | 18 | 18 | 18 | 18 | 18 | 18 | 18 | 18 | 18 | 18 | 18 | 18 | 17 | 18 | 18 | 18 | 18 | 18 | 17 | 18 | 18 | 18 | 18 | 18 |

| 1. 2. 3. |

## Resultados
- Los horarios corresponden al huso horario de Alemania (Hora central europea): UTC+1 en horario estándar y UTC+2 en horario de verano.

### Primera vuelta
| Schalke 04    | 1 - 3 | Hamburgo           | Veltins-Arena                  | 23 de julio | 20:30 |
| Darmstadt 98  | 0 - 2 | Jahn Ratisbona     | Merck-Stadion am Böllenfalltor | 24 de julio | 13:30 |
| Heidenheim    | 0 - 0 | Paderborn 07       | Voith-Arena                    | 24 de julio | 13:30 |
| Dinamo Dresde | 3 - 0 | Ingolstadt 04      | Rudolf-Harbig-Stadion          | 24 de julio | 13:30 |
| Hansa Rostock | 1 - 3 | Karlsruher         | Ostseestadion                  | 24 de julio | 13:30 |
| Werder Bremen | 1 - 1 | Hannover 96        | Wohninvest Weserstadion        | 24 de julio | 20:30 |
| San Pauli     | 3 - 0 | Holstein Kiel      | Millerntor-Stadion             | 25 de julio | 13:30 |
| Núremberg     | 0 - 0 | Erzgebirge Aue     | Max-Morlock-Stadion            | 25 de julio | 13:30 |
| Sandhausen    | 0 - 2 | Fortuna Düsseldorf | BWT-Stadion am Hardtwald       | 25 de julio | 13:30 |

| Karlsruher         | 3 - 0 | Darmstadt 98  | Wildparkstadion              | 30 de julio | 18:30 |
| Paderborn 07       | 2 - 2 | Núremberg     | Benteler-Arena               | 30 de julio | 18:30 |
| Hannover 96        | 0 - 3 | Hansa Rostock | HDI-Arena                    | 31 de julio | 13:30 |
| Jahn Ratisbona     | 3 - 0 | Sandhausen    | Jahnstadion Regensburg       | 31 de julio | 13:30 |
| Ingolstadt 04      | 1 - 2 | Heidenheim    | Audi Sportpark               | 31 de julio | 13:30 |
| Fortuna Düsseldorf | 2 - 3 | Werder Bremen | Merkur Spiel-Arena           | 31 de julio | 20:30 |
| Holstein Kiel      | 0 - 3 | Schalke 04    | Holstein-Stadion             | 1 de agosto | 13:30 |
| Hamburgo           | 1 - 1 | Dinamo Dresde | Volksparkstadion             | 1 de agosto | 13:30 |
| Erzgebirge Aue     | 0 - 0 | San Pauli     | Sparkassen-Erzgebirgsstadion | 1 de agosto | 13:30 |

| Schalke 04    | 1 - 1 | Erzgebirge Aue     | Veltins-Arena                  | 13 de agosto | 18:30 |
| San Pauli     | 3 - 2 | Hamburgo           | Millerntor-Stadion             | 13 de agosto | 18:30 |
| Holstein Kiel | 0 - 3 | Jahn Ratisbona     | Holstein-Kiel                  | 14 de agosto | 13:30 |
| Núremberg     | 2 - 0 | Fortuna Düsseldorf | Max-Morlock-Stadion            | 14 de agosto | 13:30 |
| Sandhausen    | 0 - 0 | Karlsruher         | BWT-Stadion am Hardtwald       | 14 de agosto | 13:30 |
| Dinamo Dresde | 2 - 0 | Hannover 96        | Rudolf-Harbig-Stadion          | 14 de agosto | 20:30 |
| Werder Bremen | 1 - 4 | Paderborn 07       | Wohninvest Weserstadion        | 15 de agosto | 13:30 |
| Darmstadt 98  | 6 - 1 | Ingolstadt 04      | Merck-Stadion am Böllenfalltor | 15 de agosto | 13:30 |
| Heidenheim    | 1 - 1 | Hansa Rostock      | Voith-Arena                    | 15 de agosto | 13:30 |

| Fortuna Düsseldorf | 2 - 2 | Holstein Kiel | Merkur Spiel-Arena           | 20 de agosto | 18:30 |
| Hannover 96        | 1 - 0 | Heidenheim    | HDI-Arena                    | 20 de agosto | 18:30 |
| Karlsruher         | 0 - 0 | Werder Bremen | Wildparkstadion              | 21 de agosto | 13:30 |
| Paderborn 07       | 3 - 1 | San Pauli     | Benteler-Arena               | 21 de agosto | 13:30 |
| Jahn Ratisbona     | 4 - 1 | Schalke 04    | Jahnstadion Regensburg       | 21 de agosto | 13:30 |
| Hansa Rostock      | 1 - 3 | Dinamo Dresde | Ostseestadion                | 21 de agosto | 20:30 |
| Hamburgo           | 2 - 2 | Darmstadt 98  | Volksparkstadion             | 22 de agosto | 13:30 |
| Erzgebirge Aue     | 1 - 3 | Sandhausen    | Sparkassen-Erzgebirgsstadion | 22 de agosto | 13:30 |
| Ingolstadt 04      | 0 - 0 | Núremberg     | Audi Sportpark               | 22 de agosto | 13:30 |

| Núremberg     | 2 - 1 | Karlsruher         | Max-Morlock-Stadion            | 27 de agosto | 18:30 |
| Sandhausen    | 0 - 2 | Ingolstadt 04      | BWT-Stadion am Hardtwald       | 27 de agosto | 18:30 |
| Holstein Kiel | 3 - 0 | Erzgebirge Aue     | Holstein-Stadion               | 28 de agosto | 13:30 |
| Darmstadt 98  | 4 - 0 | Hannover 96        | Merck-Stadion am Böllenfalltor | 28 de agosto | 13:30 |
| Heidenheim    | 0 - 0 | Hamburgo           | Voith-Arena                    | 28 de agosto | 13:30 |
| Schalke 04    | 3 - 1 | Fortuna Düsseldorf | Veltins-Arena                  | 28 de agosto | 20:30 |
| Werder Bremen | 3 - 0 | Hansa Rostock      | Wohninvest Weserstadion        | 29 de agosto | 13:30 |
| San Pauli     | 2 - 0 | Jahn Ratisbona     | Millerntor-Stadion             | 29 de agosto | 13:30 |
| Dinamo Dresde | 0 - 3 | Paderborn 07       | Rudolf-Harbig-Stadion          | 29 de agosto | 13:30 |

| Karlsruher     | 2 - 2 | Holstein Kiel      | Wildparkstadion              | 11 de septiembre | 13:30 |
| Hannover 96    | 1 - 0 | San Pauli          | HDI-Arena                    | 11 de septiembre | 13:30 |
| Ingolstadt 04  | 0 - 3 | Werder Bremen      | Audi Sportpark               | 11 de septiembre | 13:30 |
| Hamburgo       | 2 - 1 | Sandhausen         | Volksparkstadion             | 11 de septiembre | 20:30 |
| Heidenheim     | 2 - 1 | Dinamo Dresde      | Voith-Arena                  | 12 de septiembre | 13:30 |
| Paderborn 07   | 0 - 1 | Schalke 04         | Benteler-Arena               | 12 de septiembre | 13:30 |
| Erzgebirge Aue | 0 - 1 | Fortuna Düsseldorf | Sparkassen-Erzgebirgsstadion | 12 de septiembre | 13:30 |
| Jahn Ratisbona | 2 - 2 | Núremberg          | Jahnstadion Regensburg       | 12 de septiembre | 13:30 |
| Hansa Rostock  | 2 - 1 | Darmstadt 98       | Ostseestadion                | 12 de septiembre | 13:30 |

| Schalke 04         | 1 - 2 | Karlsruher     | Veltins-Arena                  | 17 de septiembre | 18:30 |
| Núremberg          | 1 - 0 | Hansa Rostock  | Max-Morlock-Stadion            | 17 de septiembre | 18:30 |
| Holstein Kiel      | 0 - 3 | Hannover 96    | Holstein-Stadion               | 18 de septiembre | 13:30 |
| Fortuna Düsseldorf | 1 - 1 | Jahn Ratisbona | Merkur Spiel-Arena             | 18 de septiembre | 13:30 |
| Sandhausen         | 1 - 3 | Heidenheim     | BWT-Stadion am Hardtwald       | 18 de septiembre | 13:30 |
| Werder Bremen      | 0 - 2 | Hamburgo       | Wohninvest Weserstadion        | 18 de septiembre | 20:30 |
| Darmstadt 98       | 1 - 0 | Dinamo Dresde  | Merck-Stadion am Böllenfalltor | 19 de septiembre | 13:30 |
| San Pauli          | 4 - 1 | Ingolstadt 04  | Millerntor-Stadion             | 19 de septiembre | 13:30 |
| Erzgebirge Aue     | 1 - 4 | Paderborn 07   | Sparkassen-Erzgebirgsstadion   | 19 de septiembre | 13:30 |

| Heidenheim     | 2 - 1 | Darmstadt 98       | Voith-Arena            | 24 de septiembre | 18:30 |
| Jahn Ratisbona | 3 - 2 | Erzgebirge Aue     | Jahnstadion Regensburg | 24 de septiembre | 18:30 |
| Karlsruher     | 1 - 3 | San Pauli          | Wildparkstadion        | 25 de septiembre | 13:30 |
| Paderborn 07   | 1 - 2 | Holstein Kiel      | Benteler-Arena         | 25 de septiembre | 13:30 |
| Ingolstadt 04  | 1 - 2 | Fortuna Düsseldorf | Audi Sportpark         | 25 de septiembre | 13:30 |
| Hansa Rostock  | 0 - 2 | Schalke 04         | Ostseestadion          | 25 de septiembre | 20:30 |
| Hamburgo       | 2 - 2 | Núremberg          | Volksparkstadion       | 26 de septiembre | 13:30 |
| Hannover 96    | 1 - 2 | Sandhausen         | HDI-Arena              | 26 de septiembre | 13:30 |
| Dinamo Dresde  | 3 - 0 | Werder Bremen      | Rudolf-Harbig-Stadion  | 26 de septiembre | 13:30 |

| Werder Bremen      | 3 - 0 | Heidenheim    | Wohninvest Weserstadion      | 1 de octubre | 18:30 |
| Erzgebirge Aue     | 1 - 1 | Hamburgo      | Sparkassen-Erzgebirgsstadion | 1 de octubre | 18:30 |
| Holstein Kiel      | 0 - 2 | Hansa Rostock | Holstein-Stadion             | 2 de octubre | 13:30 |
| Fortuna Düsseldorf | 2 - 3 | Paderborn 07  | Merkur Spiel-Arena           | 2 de octubre | 13:30 |
| Jahn Ratisbona     | 2 - 2 | Karlsruher    | Jahnstadion Regensburg       | 2 de octubre | 13:30 |
| Núremberg          | 0 - 0 | Hannover 96   | Max-Morlock-Stadion          | 2 de octubre | 20:30 |
| Schalke 04         | 3 - 0 | Ingolstadt 04 | Veltins-Arena                | 3 de octubre | 13:30 |
| San Pauli          | 3 - 0 | Dinamo Dresde | Millerntor-Stadion           | 3 de octubre | 13:30 |
| Sandhausen         | 1 - 6 | Darmstadt 98  | BWT-Stadion am Hardtwald     | 3 de octubre | 13:30 |

| Paderborn 07  | 1 - 1 | Jahn Ratisbona     | Benteler-Arena                 | 15 de octubre | 18:30 |
| Hannover 96   | 0 - 1 | Schalke 04         | HDI-Arena                      | 15 de octubre | 18:30 |
| Karlsruher    | 2 - 1 | Erzgebirge Aue     | Wildparkstadion                | 16 de octubre | 13:30 |
| Heidenheim    | 2 - 4 | San Pauli          | Voith-Arena                    | 16 de octubre | 13:30 |
| Ingolstadt 04 | 1 - 1 | Holstein Kiel      | Audi Sportpark                 | 16 de octubre | 13:30 |
| Hamburgo      | 1 - 1 | Fortuna Düsseldorf | Volksparkstadion               | 16 de octubre | 20:30 |
| Darmstadt 98  | 3 - 0 | Werder Bremen      | Merck-Stadion am Böllenfalltor | 17 de octubre | 13:30 |
| Dinamo Dresde | 0 - 1 | Núremberg          | Rudolf-Harbig-Stadion          | 17 de octubre | 13:30 |
| Hansa Rostock | 1 - 1 | Sandhausen         | Ostseestadion                  | 17 de octubre | 13:30 |

| Paderborn 07       | 1 - 2 | Hamburgo      | Benteler-Arena               | 22 de octubre | 18:30 |
| Erzgebirge Aue     | 1 - 0 | Ingolstadt 04 | Sparkassen-Erzgebirgsstadion | 22 de octubre | 18:30 |
| Holstein Kiel      | 1 - 1 | Darmstadt 98  | Holstein-Stadion             | 23 de octubre | 13:30 |
| Fortuna Düsseldorf | 3 - 1 | Karlsruher    | Merkur Spiel-Arena           | 23 de octubre | 13:30 |
| Núremberg          | 4 - 0 | Heidenheim    | Max-Morlock Stadion          | 23 de octubre | 13:30 |
| Schalke 04         | 3 - 0 | Dinamo Dresde | Veltins-Arena                | 23 de octubre | 20:30 |
| San Pauli          | 4 - 0 | Hansa Rostock | Millerntor-Stadion           | 24 de octubre | 13:30 |
| Jahn Ratisbona     | 3 - 1 | Hannover 96   | Jahnstadion Regensburg       | 24 de octubre | 13:30 |
| Sandhausen         | 2 - 2 | Werder Bremen | BWT-Stadion am Hardtwald     | 24 de octubre | 13:30 |

| Darmstadt 98  | 2 - 0 | Núremberg          | Merck-Stadion am Böllenfalltor | 29 de octubre | 18:30 |
| Heidenheim    | 1 - 0 | Schalke 04         | Voith-Arena                    | 29 de octubre | 18:30 |
| Werder Bremen | 1 - 1 | San Pauli          | Wohninvest Weserstadion        | 30 de octubre | 13:30 |
| Hannover 96   | 1 - 1 | Erzgebirge Aue     | HDI-Arena                      | 30 de octubre | 13:30 |
| Dinamo Dresde | 0 - 1 | Sandhausen         | Rudolf-Harbig-Stadion          | 30 de octubre | 13:30 |
| Hamburgo      | 1 - 1 | Holstein Kiel      | Volksparkstadion               | 30 de octubre | 20:30 |
| Karlsruher    | 2 - 4 | Paderborn 07       | Wildparkstadion                | 31 de octubre | 13:30 |
| Hansa Rostock | 2 - 1 | Fortuna Düsseldorf | Ostseestadion                  | 31 de octubre | 13:30 |
| Ingolstadt 04 | 0 - 3 | Jahn Ratisbona     | Audi Sportpark                 | 31 de octubre | 13:30 |

| Holstein Kiel      | 2 - 1 | Dinamo Dresde | Holstein-Stadion             | 5 de noviembre  | 18:30 |
| Núremberg          | 1 - 2 | Werder Bremen | Max-Morlock-Stadion          | 5 de noviembre  | 18:30 |
| Fortuna Düsseldorf | 1 - 1 | Hannover 96   | Merkur Spiel-Arena           | 6 de noviembre  | 13:30 |
| Paderborn 07       | 2 - 1 | Ingolstadt 04 | Benteler-Arena               | 6 de noviembre  | 13:30 |
| Jahn Ratisbona     | 2 - 3 | Hansa Rostock | Jahnstadion Regensburg       | 6 de noviembre  | 13:30 |
| Karlsruher         | 1 - 1 | Hamburgo      | Wildparkstadion              | 6 de noviembre  | 20:30 |
| Schalke 04         | 2 - 4 | Darmstadt 98  | Veltins-Arena                | 7 de noviembre  | 13:30 |
| Erzgebirge Aue     | 2 - 0 | Heidenheim    | Sparkassen-Erzgebirgsstadion | 7 de noviembre  | 13:30 |
| San Pauli          | 3 - 1 | Sandhausen    | Millerntor-Stadion           | 24 de noviembre | 18:30 |

| Hannover 96   | 0 - 0 | Paderborn 07       | HDI-Arena                      | 19 de noviembre | 18:30 |
| Sandhausen    | 1 - 2 | Núremberg          | BWT-Stadion am Hardtwald       | 19 de noviembre | 18:30 |
| Hamburgo      | 4 - 1 | Jahn Ratisbona     | Volksparkstadion               | 20 de noviembre | 13:30 |
| Damrstadt 98  | 4 - 0 | San Pauli          | Merck-Stadion am Böllenfalltor | 20 de noviembre | 13:30 |
| Hansa Rostock | 1 - 2 | Erzgebirge Aue     | Ostseestadion                  | 20 de noviembre | 13:30 |
| Werder Bremen | 1 - 1 | Schalke 04         | Wohninvest Weserstadion        | 20 de noviembre | 20:30 |
| Heidenheim    | 2 - 1 | Holstein Kiel      | Voith-Arena                    | 21 de noviembre | 13:30 |
| Dinamo Dresde | 1 - 0 | Fortuna Düsseldorf | Rudolf-Harbig-Stadion          | 21 de noviembre | 13:30 |
| Ingolstadt 04 | 1 - 1 | Karlsruher         | Audi Sportpark                 | 21 de noviembre | 13:30 |

| Fortuna Düsseldorf | 0 - 1 | Heidenheim    | Merkur Spiel-Arena           | 26 de noviembre | 18:30 |
| Jahn Ratisbona     | 3 - 1 | Dinamo Dresde | Jahnstadion Regensburg       | 26 de noviembre | 18:30 |
| Schalke 04         | 5 - 2 | Sanhausen     | Veltins-Arena                | 27 de noviembre | 13:30 |
| Karlsruher         | 4 - 0 | Hannover 96   | Wildparkstadion              | 27 de noviembre | 13:30 |
| Erzgebirge Aue     | 1 - 2 | Darmstadt 98  | Sparkassen-Erzgebirgsstadion | 27 de noviembre | 13:30 |
| Holstein Kiel      | 2 - 1 | Werder Bremen | Holstein-Stadion             | 27 de noviembre | 20:30 |
| Hamburgo           | 3 - 0 | Ingolstadt 04 | Volksparkstadion             | 28 de noviembre | 13:30 |
| Paderborn 07       | 1 - 1 | Hansa Rostock | Benteler-Arena               | 28 de noviembre | 13:30 |
| Núremberg          | 2 - 3 | San Pauli     | Max-Morlock-Stadion          | 28 de noviembre | 13:30 |

| Werder Bremen | 4 - 0 | Erzgebirge Aue     | Wohninvest Weserstadion        | 3 de diciembre | 18:30 |
| Darmstadt 98  | 1 - 3 | Fortuna Düsseldorf | Merck-Stadion am Böllenfalltor | 3 de diciembre | 18:30 |
| Núremberg     | 2 - 1 | Holstein Kiel      | Max-Morlock-Stadion            | 4 de diciembre | 13:30 |
| Sandhausen    | 1 - 1 | Paderborn 07       | BWT-Stadion am Hardtwald       | 4 de diciembre | 13:30 |
| Hansa Rostock | 1 - 1 | Ingolstadt 04      | Ostseestadion                  | 4 de diciembre | 13:30 |
| San Pauli     | 2 - 1 | Schalke 04         | Millerntor-Stadion             | 4 de diciembre | 20:30 |
| Heidenheim    | 3 - 0 | Jahn Ratisbona     | Voith-Arena                    | 5 de diciembre | 13:30 |
| Hannover 96   | 1 - 0 | Hamburgo           | HDI-Arena                      | 5 de diciembre | 13:30 |
| Dinamo Dresde | 3 - 1 | Karlsruher         | Rudolf-Harbig-Stadion          | 5 de diciembre | 13:30 |

| Schalke 04         | 4 - 1 | Núremberg     | Veltins-Arena                | 10 de diciembre | 18:30 |
| Jahn Ratisbona     | 2 - 3 | Werder Bremen | Jahnstadion Regensburg       | 10 de diciembre | 18:30 |
| Holstein Kiel      | 2 - 2 | Sandhausen    | Holstein-Stadion             | 11 de diciembre | 13:30 |
| Paderborn 07       | 0 - 1 | Darmstadt 98  | Benteler-Arena               | 11 de diciembre | 13:30 |
| Ingolstadt 04      | 1 - 2 | Hannover 96   | Audi Sportpark               | 11 de diciembre | 13:30 |
| Fortuna Düsseldorf | 1 - 1 | San Pauli     | Merkur Spiel-Arena           | 11 de diciembre | 20:30 |
| Hamburgo           | 3 - 0 | Hansa Rostock | Voksparkstadion              | 12 de diciembre | 13:30 |
| Karlsruher         | 3 - 2 | Heidenheim    | Wildparkstadion              | 12 de diciembre | 13:30 |
| Erzgebirge Aue     | 0 - 1 | Dinamo Dresde | Sparkassen-Erzgebirgsstadion | 12 de diciembre | 13:30 |

### Segunda vuelta
| Jornada 18         | Jornada 18 | Jornada 18    | Jornada 18                   | Jornada 18      | Jornada 18 |
| Local              | Resultado  | Visitante     | Estadio                      | Fecha           | Hora       |
| ------------------ | ---------- | ------------- | ---------------------------- | --------------- | ---------- |
| Holstein Kiel      | 3 - 0      | San Pauli     | Holstein-Stadion             | 17 de diciembre | 18:30      |
| Fortuna Düsseldorf | 0 - 1      | Sandhausen    | Merkur Spiel-Arena           | 17 de diciembre | 18:30      |
| Paderborn 07       | 1 - 2      | Heidenheim    | Benteler-Arena               | 18 de diciembre | 13:30      |
| Erzgebirge Aue     | 1 - 3      | Núremberg     | Sparkassen-Erzgebirgsstadion | 18 de diciembre | 13:30      |
| Ingolstadt 04      | 3 - 0      | Dinamo Dresde | Audi Sportpark               | 18 de diciembre | 13:30      |
| Hamburgo           | 1 - 1      | Schalke 04    | Voksparkstadion              | 18 de diciembre | 20:30      |
| Karlsruher         | 2 - 2      | Hansa Rostock | Wildparkstadion              | 19 de diciembre | 13:30      |
| Hannover 96        | 1 - 4      | Werder Bremen | HDI-Arena                    | 19 de diciembre | 13:30      |
| Jahn Ratisbona     | 0 - 2      | Darmstadt 98  | Jahnstadion Regensburg       | 19 de diciembre | 13:30      |

| Jornada 19    | Jornada 19 | Jornada 19         | Jornada 19                     | Jornada 19  | Jornada 19 |
| Local         | Resultado  | Visitante          | Estadio                        | Fecha       | Hora       |
| ------------- | ---------- | ------------------ | ------------------------------ | ----------- | ---------- |
| Dinamo Dresde | 1 - 1      | Hamburgo           | Rudolf-Harbig-Stadion          | 14 de enero | 18:30      |
| Hansa Rostock | 0 - 1      | Hannover 96        | Ostseestadion                  | 14 de enero | 18:30      |
| Werder Bremen | 3 - 0      | Fortuna Düsseldorf | Wohninvest Weserstadion        | 15 de enero | 13:30      |
| San Pauli     | 2 - 2      | Erzgebirge Aue     | Millerntor-Stadion             | 15 de enero | 13:30      |
| Núremberg     | 1 - 2      | Paderborn 07       | Max-Morlock-Stadion            | 15 de enero | 13:30      |
| Darmstadt 98  | 2 - 2      | Karlsruher         | Merck-Stadion am Böllenfalltor | 15 de enero | 20:30      |
| Schalke 04    | 1 - 1      | Holstein Kiel      | Veltins-Arena                  | 16 de enero | 13:30      |
| Heidenheim    | 2 - 1      | Ingolstadt 04      | Voith-Arena                    | 16 de enero | 13:30      |
| Sandhausen    | 0 - 3      | Jahn Ratisbona     | BWT-Stadion am Hardtwald       | 16 de enero | 13:30      |

| Jornada 20         | Jornada 20 | Jornada 20    | Jornada 20                   | Jornada 20   | Jornada 20 |
| Local              | Resultado  | Visitante     | Estadio                      | Fecha        | Hora       |
| ------------------ | ---------- | ------------- | ---------------------------- | ------------ | ---------- |
| Hamburgo           | 2 - 1      | San Pauli     | Volksparkstadion             | 21 de enero  | 18:30      |
| Fortuna Düsseldorf | 0 - 1      | Núremberg     | Merkur Spiel-Arena           | 21 de enero  | 18:30      |
| Paderborn 07       | 3 - 4      | Werder Bremen | Benteler-Arena               | 22 de enero  | 13:30      |
| Hansa Rostock      | 0 - 0      | Heidenheim    | Ostseestadion                | 22 de enero  | 13:30      |
| Ingolstadt 04      | 0 - 2      | Darmstadt 98  | Audi Sportpark               | 22 de enero  | 13:30      |
| Erzgebirge Aue     | 0 - 5      | Schalke 04    | Sparkassen-Erzgebirgsstadion | 22 de enero  | 20:30      |
| Hannover 96        | 0 - 0      | Dinamo Dresde | HDI-Arena                    | 23 de enero  | 13:30      |
| Jahn Ratisbona     | 1 - 2      | Holstein Kiel | Jahnstadion Regensburg       | 23 de enero  | 13:30      |
| Karlsruher         | 0 - 2      | Sandhausen    | Wildparkstadion              | 8 de febrero | 18:30      |

| Jornada 21    | Jornada 21 | Jornada 21         | Jornada 21                     | Jornada 21   | Jornada 21 |
| Local         | Resultado  | Visitante          | Estadio                        | Fecha        | Hora       |
| ------------- | ---------- | ------------------ | ------------------------------ | ------------ | ---------- |
| Heidenheim    | 3 - 1      | Hannover 96        | Voith-Arena                    | 4 de febrero | 18:30      |
| Núremberg     | 0 - 5      | Ingolstadt 04      | Max-Morlock-Stadion            | 4 de febrero | 18:30      |
| Werder Bremen | 2 - 1      | Karlsruher         | Wohninvest Weserstadion        | 5 de febrero | 13:30      |
| Schalke 04    | 2 - 1      | Jahn Ratisbona     | Veltins-Arena                  | 5 de febrero | 13:30      |
| Sandhausen    | 2 - 0      | Erzgebirge Aue     | BWT-Stadion am Hardtwald       | 5 de febrero | 13:30      |
| San Pauli     | 2 - 2      | Paderborn 07       | Millerntor-Stadion             | 5 de febrero | 20:30      |
| Holstein Kiel | 1 - 0      | Fortuna Düsseldorf | Holstein-Stadion               | 6 de febrero | 13:30      |
| Darmstadt 98  | 0 - 5      | Hamburgo           | Merck-Stadion am Böllenfalltor | 6 de febrero | 13:30      |
| Dinamo Dresde | 1 - 4      | Hansa Rostock      | Rudolf-Harbig-Stadion          | 6 de febrero | 13:30      |

| Jornada 22         | Jornada 22 | Jornada 22    | Jornada 22                   | Jornada 22    | Jornada 22 |
| Local              | Resultado  | Visitante     | Estadio                      | Fecha         | Hora       |
| ------------------ | ---------- | ------------- | ---------------------------- | ------------- | ---------- |
| Erzgebirge Aue     | 2 - 3      | Holstein Kiel | Sparkassen-Erzgebirgsstadion | 11 de febrero | 18:30      |
| Hansa Rostock      | 1 - 2      | Werder Bremen | Ostseestadion                | 11 de febrero | 18:30      |
| Hamburgo           | 2 - 0      | Heidenheim    | Volksparkstadion             | 12 de febrero | 13:30      |
| Karlsruher         | 4 - 1      | Núremberg     | Wildparkstadion              | 12 de febrero | 13:30      |
| Paderborn 07       | 0 - 0      | Dinamo Dresde | Benteler-Arena               | 12 de febrero | 13:30      |
| Jahn Ratisbona     | 2 - 3      | San Pauli     | Jahnstadion Regensburg       | 12 de febrero | 20:30      |
| Fortuna Düsseldorf | 2 - 1      | Schalke 04    | Merkur Spiel-Arena           | 13 de febrero | 13:30      |
| Hannover 96        | 2 - 2      | Darmstadt 98  | HDI-Arena                    | 13 de febrero | 13:30      |
| Ingolstadt 04      | 0 - 0      | Sandhausen    | Audi Sportpark               | 13 de febrero | 13:30      |

| Jornada 23         | Jornada 23 | Jornada 23     | Jornada 23                     | Jornada 23    | Jornada 23 |
| Local              | Resultado  | Visitante      | Estadio                        | Fecha         | Hora       |
| ------------------ | ---------- | -------------- | ------------------------------ | ------------- | ---------- |
| Schalke 04         | 2 - 0      | Paderborn 07   | Veltins-Arena                  | 18 de febrero | 18:30      |
| Dinamo Dresde      | 1 - 1      | Heidenheim     | Rudolf-Harbig-Stadion          | 18 de febrero | 18:30      |
| Werder Bremen      | 1 - 1      | Ingolstadt 04  | Wohninvest Weserstadion        | 19 de febrero | 13:30      |
| Holstein Kiel      | 0 - 2      | Karlsruher     | Holstein-Stadion               | 19 de febrero | 13:30      |
| Sandhausen         | 1 - 1      | Hamburgo       | BWT-Stadion am Hardtwald       | 19 de febrero | 13:30      |
| Núremberg          | 2 - 0      | Jahn Ratisbona | Max-Morlock-Stadion            | 19 de febrero | 20:30      |
| Fortuna Düsseldorf | 3 - 1      | Erzgebirge Aue | Merkur Spiel-Arena             | 20 de febrero | 13:30      |
| Darmstadt 98       | 1 - 1      | Hansa Rostock  | Merck-Stadion am Böllenfalltor | 20 de febrero | 13:30      |
| San Pauli          | 0 - 3      | Hannover 96    | Millerntor-Stadion             | 20 de febrero | 13:30      |

| Jornada 24     | Jornada 24 | Jornada 24         | Jornada 24             | Jornada 24    | Jornada 24 |
| Local          | Resultado  | Visitante          | Estadio                | Fecha         | Hora       |
| -------------- | ---------- | ------------------ | ---------------------- | ------------- | ---------- |
| Paderborn 07   | 3 - 3      | Erzgebirge Aue     | Benteler-Arena         | 25 de febrero | 18:30      |
| Hannover 96    | 2 - 0      | Holstein Kiel      | HDI-Arena              | 25 de febrero | 18:30      |
| Karlsruher     | 1 - 1      | Schalke 04         | Wildparkstadion        | 26 de febrero | 13:30      |
| Hansa Rostock  | 0 - 2      | Núremberg          | Ostseestadion          | 26 de febrero | 13:30      |
| Ingolstadt 04  | 1 - 3      | San Pauli          | Audi Sportpark         | 26 de febrero | 13:30      |
| Dinamo Dresde  | 0 - 1      | Darmstadt 98       | Rudolf-Harbig-Stadion  | 26 de febrero | 20:30      |
| Hamburgo       | 2 - 3      | Werder Bremen      | Volksparkstadion       | 27 de febrero | 13:30      |
| Heidenheim     | 1 - 1      | Sandhausen         | Voith-Arena            | 27 de febrero | 13:30      |
| Jahn Ratisbona | 0 - 0      | Fortuna Düsseldorf | Jahnstadion Regensburg | 27 de febrero | 13:30      |

| Jornada 25         | Jornada 25 | Jornada 25     | Jornada 25                     | Jornada 25 | Jornada 25 |
| Local              | Resultado  | Visitante      | Estadio                        | Fecha      | Hora       |
| ------------------ | ---------- | -------------- | ------------------------------ | ---------- | ---------- |
| Holstein Kiel      | 3 - 4      | Paderborn 07   | Holstein-Stadion               | 4 de marzo | 18:30      |
| Darmstadt 98       | 3 - 2      | Heidenheim     | Merck-Stadion am Böllenfalltor | 4 de marzo | 18:30      |
| Schalke 04         | 3 - 4      | Hansa Rostock  | Veltins-Arena                  | 5 de marzo | 13:30      |
| San Pauli          | 3 - 1      | Karlsruher     | Millerntor-Stadion             | 5 de marzo | 13:30      |
| Sandhausen         | 3 - 1      | Hannover 96    | BWT-Stadion am Hardtwald       | 5 de marzo | 13:30      |
| Núremberg          | 2 - 1      | Hamburgo       | Max-Morlock-Stadion            | 5 de marzo | 20:30      |
| Werder Bremen      | 2 - 1      | Dinamo Dresde  | Wohninvest Weserstadion        | 6 de marzo | 13:30      |
| Fortuna Düsseldorf | 3 - 0      | Ingolstadt 04  | Merkur Spiel-Arena             | 6 de marzo | 13:30      |
| Erzgebirge Aue     | 1 - 0      | Jahn Ratisbona | Sparkassen-Erzgebirgsstadion   | 6 de marzo | 13:30      |

| Jornada 26    | Jornada 26 | Jornada 26         | Jornada 26                     | Jornada 26  | Jornada 26 |
| Local         | Resultado  | Visitante          | Estadio                        | Fecha       | Hora       |
| ------------- | ---------- | ------------------ | ------------------------------ | ----------- | ---------- |
| Darmstadt 98  | 1 - 1      | Sandhausen         | Merck-Stadion am Böllenfalltor | 11 de marzo | 18:30      |
| Hansa Rostock | 3 - 2      | Holstein Kiel      | Ostseestadion                  | 11 de marzo | 18:30      |
| Paderborn 07  | 1 - 1      | Fortuna Düsseldorf | Benteler-Arena                 | 12 de marzo | 13:30      |
| Dinamo Dresde | 1 - 1      | San Pauli          | Rudolf-Harbig-Stadion          | 12 de marzo | 13:30      |
| Heidenheim    | 2 - 1      | Werder Bremen      | Voith-Arena                    | 12 de marzo | 20:30      |
| Karlsruher    | 1 - 1      | Jahn Ratisbona     | Wildparkstadion                | 13 de marzo | 13:30      |
| Hannover 96   | 0 - 3      | Núremberg          | HDI-Arena                      | 13 de marzo | 13:30      |
| Ingolstadt 04 | 0 - 3      | Schalke 04         | Audi Sportpark                 | 13 de marzo | 13:30      |
| Hamburgo      | 4 - 0      | Erzgebirge Aue     | Volksparkstadion               | 5 de abril  | 18:30      |

| Jornada 27         | Jornada 27 | Jornada 27    | Jornada 27                   | Jornada 27  | Jornada 27 |
| Local              | Resultado  | Visitante     | Estadio                      | Fecha       | Hora       |
| ------------------ | ---------- | ------------- | ---------------------------- | ----------- | ---------- |
| San Pauli          | 1 - 0      | Heidenheim    | Millerntor-Stadion           | 18 de marzo | 18:30      |
| Erzgebirge Aue     | 0 - 3      | Karlsruher    | Sparkassen-Erzgebirgsstadion | 18 de marzo | 18:30      |
| Schalke 04         | 2 - 1      | Hannover 96   | Veltins-Arena                | 19 de marzo | 13:30      |
| Fortuna Düsseldorf | 1 - 1      | Hamburgo      | Merkur Spiel-Arena           | 19 de marzo | 13:30      |
| Sandhausen         | 0 - 1      | Hansa Rostock | BWT-Stadion am Hardtwald     | 19 de marzo | 13:30      |
| Werder Bremen      | 1 - 0      | Darmstadt 98  | Wohninvest Weserstadion      | 19 de marzo | 20:30      |
| Holstein Kiel      | 1 - 0      | Ingolstadt 04 | Holstein-Stadion             | 20 de marzo | 13:30      |
| Núremberg          | 1 - 1      | Dinamo Dresde | Max-Morlock-Stadion          | 20 de marzo | 13:30      |
| Jahn Ratisbona     | 1 - 0      | Paderborn 07  | Jahnstadion Regensburg       | 20 de marzo | 13:30      |

| Dinamo Dresde | 1 - 2 | Schalke 04         | Rudolf-Harbig-Stadion          | 1 de abril | 18:30 |
| Ingolstadt 04 | 3 - 2 | Erzgebirge Aue     | Audi Sportpark                 | 1 de abril | 18:30 |
| Hamburgo      | 1 - 2 | Paderborn 07       | Voksparkstadion                | 2 de abril | 13:30 |
| Darmstadt 98  | 3 - 1 | Holstein Kiel      | Merck-Stadion am Böllenfalltor | 2 de abril | 13:30 |
| Hannover 96   | 1 - 1 | Jahn Ratisbona     | HDI-Arena                      | 2 de abril | 13:30 |
| Hansa Rostock | 1 - 0 | San Pauli          | Ostseestadion                  | 2 de abril | 20:30 |
| Werder Bremen | 1 - 1 | Sandhausen         | Wohninvest Weserstadion        | 3 de abril | 13:30 |
| Karlsruher    | 2 - 2 | Fortuna Düsseldorf | Wildparkstadion                | 3 de abril | 13:30 |
| Heidenheim    | 3 - 1 | Núremberg          | Voith-Arena                    | 3 de abril | 13:30 |

| Fortuna Düsseldorf | 3 - 0 | Hansa Rostock | Merkur Spiel-Arena           | 8 de abril  | 18:30 |
| Jahn Ratisbona     | 1 - 1 | Ingolstadt 04 | Jahnstadion Regensburg       | 8 de abril  | 18:30 |
| Schalke 04         | 3 - 0 | Heidenheim    | Veltins-Arena                | 9 de abril  | 13:30 |
| San Pauli          | 1 - 1 | Werder Bremen | Millerntor-Stadion           | 9 de abril  | 13:30 |
| Erzgebirge Aue     | 1 - 3 | Hannover 96   | Sparkassen-Erzgebirgsstadion | 9 de abril  | 13:30 |
| Núremberg          | 3 - 1 | Darmstadt 98  | Max-Morlock-Stadion          | 9 de abril  | 20:30 |
| Holstein Kiel      | 1 - 0 | Hamburgo      | Holstein-Stadion             | 10 de abril | 13:30 |
| Paderborn 07       | 2 - 2 | Karlsruher    | Benteler-Arena               | 10 de abril | 13:30 |
| Sandhausen         | 2 - 1 | Dinamo Dresde | BWT-Stadion am Hardtwald     | 10 de abril | 13:30 |

| Hannover 96   | 0 - 0 | Fortuna Düsseldorf | HDI-Arena                      | 16 de abril | 13:30 |
| Sandhausen    | 1 - 1 | San Pauli          | BWT-Stadion am Hardtwald       | 16 de abril | 13:30 |
| Dinamo Dresde | 0 - 0 | Holstein Kiel      | Rudolf-Harbig-Stadion          | 16 de abril | 13:30 |
| Hamburgo      | 3 - 0 | Karlsruher         | Volksparkstadion               | 16 de abril | 20:30 |
| Werder Bremen | 1 - 1 | Núremberg          | Wohninvest Weserstadion        | 17 de abril | 13:30 |
| Darmstadt 98  | 2 - 5 | Schalke 04         | Merck-Stadion am Böllenfalltor | 17 de abril | 13:30 |
| Heidenheim    | 0 - 2 | Erzgebirge Aue     | Voith-Arena                    | 17 de abril | 13:30 |
| Hansa Rostock | 1 - 1 | Jahn Ratisbona     | Ostseestadion                  | 17 de abril | 13:30 |
| Ingolstadt 04 | 0 - 1 | Paderborn 07       | Audi Sportpark                 | 17 de abril | 13:30 |

| Fortuna Düsseldorf | 2 - 2 | Dinamo Dresde | Merkur Spiel-Arena           | 22 de abril | 18:30 |
| Karlsruher         | 2 - 2 | Ingolstadt 04 | Wildparkstadion              | 22 de abril | 18:30 |
| Schalke 04         | 1 - 4 | Werder Bremen | Veltins-Arena                | 23 de abril | 13:30 |
| Holstein Kiel      | 1 - 1 | Heidenheim    | Holstein-Stadion             | 23 de abril | 13:30 |
| Jahn Ratisbona     | 2 - 4 | Hamburgo      | Jahnstadion Regensburg       | 23 de abril | 13:30 |
| San Pauli          | 1 - 2 | Darmstadt 98  | Millerntor-Stadion           | 23 de abril | 20:30 |
| Paderborn 07       | 3 - 0 | Hannover 96   | Benteler-Arena               | 24 de abril | 13:30 |
| Núremberg          | 2 - 4 | Sandhausen    | Max-Morlock-Stadion          | 24 de abril | 13:30 |
| Erzgebirge Aue     | 2 - 2 | Hansa Rostock | Sparkassen-Erzgebirgsstadion | 24 de abril | 13:30 |

| Werder Bremen | 2 - 3 | Holstein Kiel      | Wohninvest Weserstadion        | 29 de abril | 18:30 |
| Heidenheim    | 1 - 3 | Fortuna Düsseldorf | Voith-Arena                    | 29 de abril | 18:30 |
| San Pauli     | 1 - 1 | Núremberg          | Millerntor-Stadion             | 29 de abril | 18:30 |
| Hannover 96   | 2 - 0 | Karlsruher         | HDI-Arena                      | 29 de abril | 18:30 |
| Sandhausen    | 1 - 2 | Schalke 04         | BWT-Stadion am Hardtwald       | 29 de abril | 18:30 |
| Dinamo Dresde | 1 - 1 | Jahn Ratisbona     | Rudolf-Harbig-Stadion          | 30 de abril | 13:30 |
| Hansa Rostock | 0 - 0 | Paderborn 07       | Ostseestadion                  | 30 de abril | 13:30 |
| Ingolstadt 04 | 0 - 4 | Hamburgo           | Audi Sportpark                 | 30 de abril | 13:30 |
| Darmstadt 98  | 6 - 0 | Erzgebirge Aue     | Merck-Stadion am Böllenfalltor | 30 de abril | 20:30 |

| Fortuna Düsseldorf | 2 - 1 | Darmstadt 98  | Merkur Spiel-Arena           | 6 de mayo | 18:30 |
| Paderborn 07       | 2 - 0 | Sandhausen    | Benteler-Arena               | 6 de mayo | 18:30 |
| Hamburgo           | 2 - 1 | Hannover 96   | Volksparkstadion             | 7 de mayo | 13:30 |
| Jahn Ratisbona     | 0 - 2 | Heidenheim    | Jahnstadion Regensburg       | 7 de mayo | 13:30 |
| Ingolstadt 04      | 0 - 0 | Hansa Rostock | Audi Sportpark               | 7 de mayo | 13:30 |
| Schalke 04         | 3 - 2 | San Pauli     | Veltins-Arena                | 7 de mayo | 20:30 |
| Holstein Kiel      | 3 - 0 | Núremberg     | Holstein-Stadion             | 8 de mayo | 13:30 |
| Karlsruher         | 2 - 2 | Dinamo Dresde | Wildparkstadion              | 8 de mayo | 13:30 |
| Erzgebirge Aue     | 0 - 3 | Werder Bremen | Sparkassen-Erzgebirgsstadion | 8 de mayo | 13:30 |

| Werder Bremen | 2 - 0 | Jahn Ratisbona     | Wohninvest Weserstadion        | 15 de mayo | 15:30 |
| Darmstadt 98  | 3 - 0 | Paderborn 07       | Merck-Stadion am Böllenfalltor | 15 de mayo | 15:30 |
| Heidenheim    | 2 - 0 | Karlsruher         | Voith-Arena                    | 15 de mayo | 15:30 |
| San Pauli     | 2 - 0 | Fortuna Düsseldorf | Millerntor-Stadion             | 15 de mayo | 15:30 |
| Núremberg     | 1 - 2 | Schalke 04 (C)     | Max-Morlock-Stadion            | 15 de mayo | 15:30 |
| Hannover 96   | 3 - 2 | Ingolstadt 04      | HDI-Arena                      | 15 de mayo | 15:30 |
| Sandhausen    | 3 - 1 | Holstein Kiel      | BWT-Stadion am Hardtwald       | 15 de mayo | 15:30 |
| Dinamo Dresde | 0 - 1 | Erzgebirge Aue     | Rudolf-Harbig-Stadion          | 15 de mayo | 15:30 |
| Hansa Rostock | 2 - 3 | Hamburgo           | Ostseestadion                  | 15 de mayo | 15:30 |

### Campeón
|                                                     |
|                                                     |
| Schalke 04 3.er título Ascendió a la 1. Bundesliga. |
| También ascendió Werder Bremen como subcampeón.     |

## Play-offs de ascenso y descenso
Los horarios corresponden al huso horario de Alemania (Hora central europea): UTC+2 en horario de verano.

### Ascenso
| Ida; 19 de mayo de 2022 | Hertha Berlín | 0:1 (0:0)                     | Hamburgo | Estadio Olímpico, Berlín                                |                                                         |
| 20:30                   |               | DFB Reporte Soccerway Reporte | Reis 57' | Asistencia: 75 500 espectadores Árbitro(s): Harm Osmers | Asistencia: 75 500 espectadores Árbitro(s): Harm Osmers |

| Vuelta; 23 de mayo de 2022 | Hamburgo | 0:2 (0:1)                     | Hertha Berlín                | Volksparkstadion, Hamburgo                                |                                                           |
| 20:30                      |          | DFB Reporte Soccerway Reporte | Boyata 4' · Plattenhardt 63' | Asistencia: 57 500 espectadores Árbitro(s): Deniz Aytekin | Asistencia: 57 500 espectadores Árbitro(s): Deniz Aytekin |

- Hamburgo perdió en el resultado global por 1-2, por tanto se mantuvo en la 2. Bundesliga.

### Descenso
| Ida; 20 de mayo de 2022 | Kaiserslautern | 0:0                           | Dinamo Dresde | Fritz-Walter-Stadion, Kaiserslautern                    |                                                         |
| 20:30                   |                | DFB Reporte Soccerway Reporte |               | Asistencia: 46 179 espectadores Árbitro(s): Felix Brych | Asistencia: 46 179 espectadores Árbitro(s): Felix Brych |

| Vuelta; 24 de mayo de 2022 | Dinamo Dresde | 0:2 (0:0)                     | Kaiserslautern              | Rudolf-Harbig-Stadion, Dresde                              |                                                            |
| 20:30                      |               | DFB Reporte Soccerway Reporte | Hanslik 59' · Hercher 90+2' | Asistencia: 30 530 espectadores Árbitro(s): Daniel Siebert | Asistencia: 30 530 espectadores Árbitro(s): Daniel Siebert |

- Dinamo Dresde perdió en el resultado global por 0-2, por tanto descendió a la 3. Liga.

## Estadísticas
| Jugador           | Equipo        | Goles | Partidos | Penalti | Media |
| ----------------- | ------------- | ----- | -------- | ------- | ----- |
| Simon Terodde     | Schalke 04    | 30    | 30       | 2       | 1     |
| Robert Glatzel    | Hamburgo      | 22    | 34       | 1       | 0.65  |
| Marvin Ducksch    | Werder Bremen | 21    | 29       | 3       | 0.72  |
| Philipp Hofmann   | Karlsruher    | 19    | 33       | 0       | 0.57  |
| Niclas Füllkrug   | Werder Bremen | 19    | 33       | 2       | 0.57  |
| Guido Burgstaller | San Pauli     | 18    | 31       | 4       | 0.58  |
| Luca Pfeiffer     | Darmstadt 98  | 17    | 32       | 0       | 0.53  |
| John Verhoek      | Hansa Rostock | 17    | 32       | 2       | 0.53  |
| Phillip Tietz     | Darmstadt 98  | 15    | 32       | 2       | 0.47  |
| Sven Michel       | Paderborn 07  | 14    | 19       | 1       | 0.73  |

| Jugador            | Equipo             | Asistencias | Partidos |
| ------------------ | ------------------ | ----------- | -------- |
| Khaled Narey       | Fortuna Düsseldorf | 14          | 31       |
| Sonny Kittel       | Hamburgo           | 12          | 33       |
| Marius Bülter      | Schalke 04         | 10          | 32       |
| Philip Heise       | Karlsruher         | 10          | 33       |
| Leart Paqarada     | San Pauli          | 10          | 33       |
| Marvin Ducksch     | Werder Bremen      | 9           | 29       |
| Daniel-Kofi Kyereh | San Pauli          | 9           | 29       |
| Matthias Bader     | Darmstadt 98       | 9           | 30       |
| Tobias Kempe       | Darmstadt 98       | 9           | 30       |

| Jugador          | Equipo         | Amonestaciones | Partidos |
| ---------------- | -------------- | -------------- | -------- |
| Benedikt Gimber  | Jahn Ratisbona | 13             | 30       |
| Klaus Gjasula    | Darmstadt 98   | 12             | 23       |
| Lukas Fröde      | Hansa Rostock  | 11             | 25       |
| Calogero Rizzuto | Hansa Rostock  | 11             | 28       |
| Lino Tempelmann  | Núremberg      | 11             | 31       |
| Rico Preißinger  | Ingolstadt 04  | 10             | 23       |

| Jugador            | Equipo         | Expulsiones | Partidos |
| ------------------ | -------------- | ----------- | -------- |
| Klaus Gjasula      | Darmstadt 98   | 2           | 23       |
| Soufiane Messeguem | Erzgebirge Aue | 2           | 21       |